# Rolando Hammer
Rolando Hammer Casadio (13 giugno 1921 – Valparaíso, 16 gennaio 1987) è stato un cestista cileno.

## Carriera
Ha disputato le Olimpiadi del 1948 con il Cile, classificandosi al 6º posto.